# Nekrassovka
Nekrassovka (russe : Муниципальное образование Некрасовка) est un district municipal du district administratif sud-est de la municipalité de Moscou.
Le site, situé à l'extérieur du MKAD (autoroute périphérique de la ville de Moscou), pénètre profondément dans le territoire de l'oblast de Moscou, rattaché à la ville par le territoire du district de Kossino-Oukhtomski.

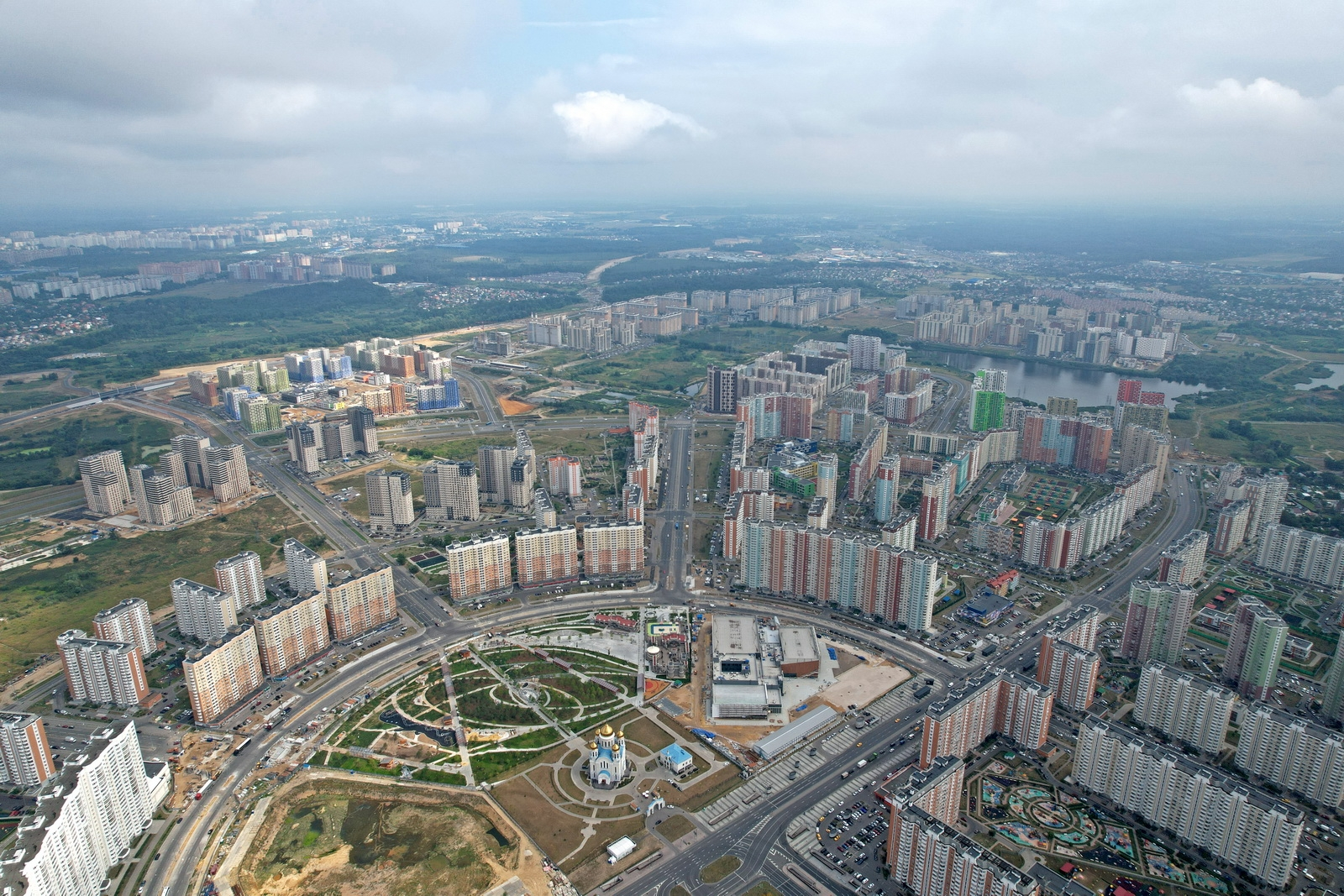
Vue en août 2022, avec la construction du nouveau palais des sports.

## Histoire
En 1910, le gouvernement de la ville de Moscou a formé un comité d'ingénieurs experts pour la mise en valeur et la canalisation de la zone. Le résultat du travail de la commission a été l'acquisition de 1 786,85 hectares de terres à des négociants, la famille Nekrassov (qui a donné son nom au village) pour créer un grand domaine de terres irriguées.
Dans les années qui suivirent, le domaine a été agrandi et 20 juin 1915, la Douma de la ville alloua des fonds pour la construction d'un quartier périphérique, qui fut intégré à la ville de Moscou en 1965.

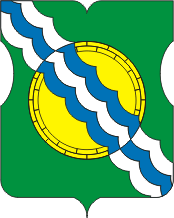
Armes du district
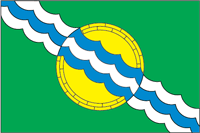
Drapeau du district

## Population
La population de ce district en pleine expansion est passée de 19 940 habitants en 2010 à 104 862 habitants en 2021.
- 1970:   5 442 habitants
- 1979:   5 606 habitants
- 1989:   7 324 habitants
- 2002:   7 803 habitants
- 2010:  19 940 habitants
- 2012:  20 074 habitants
- 2013:  21 324 habitants
- 2014:  27 738 habitants
- 2015:  35 933 habitants
- 2016:  43 619 habitants
- 2017:  46 989 habitants
- 2018:  63 275 habitants
- 2019:  71 943 habitants
- 2020:  83 525 habitants
- 2021: 104 862 habitants

## Infrastructures

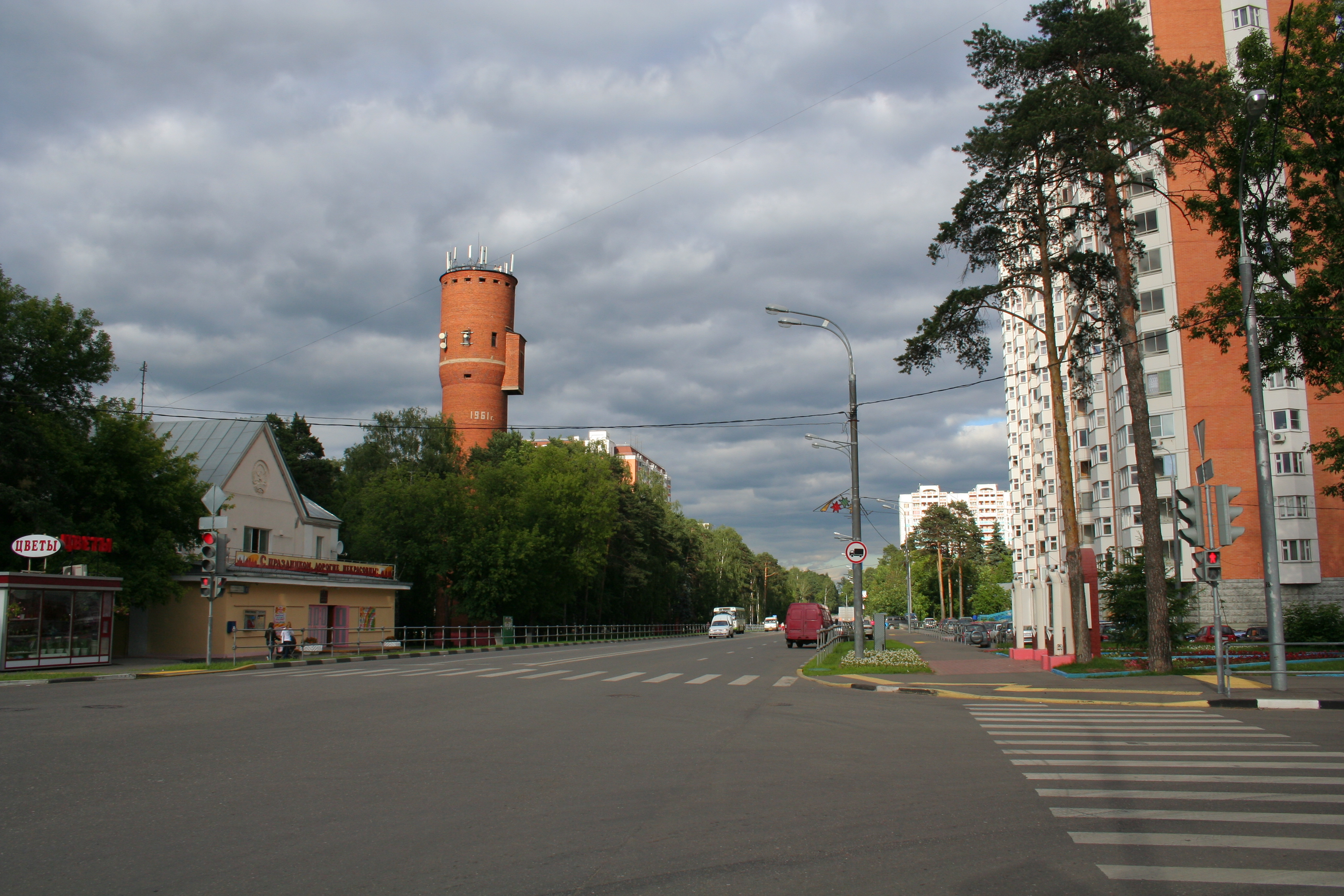
Rue 1re Volskaïa à Nekrassovka.

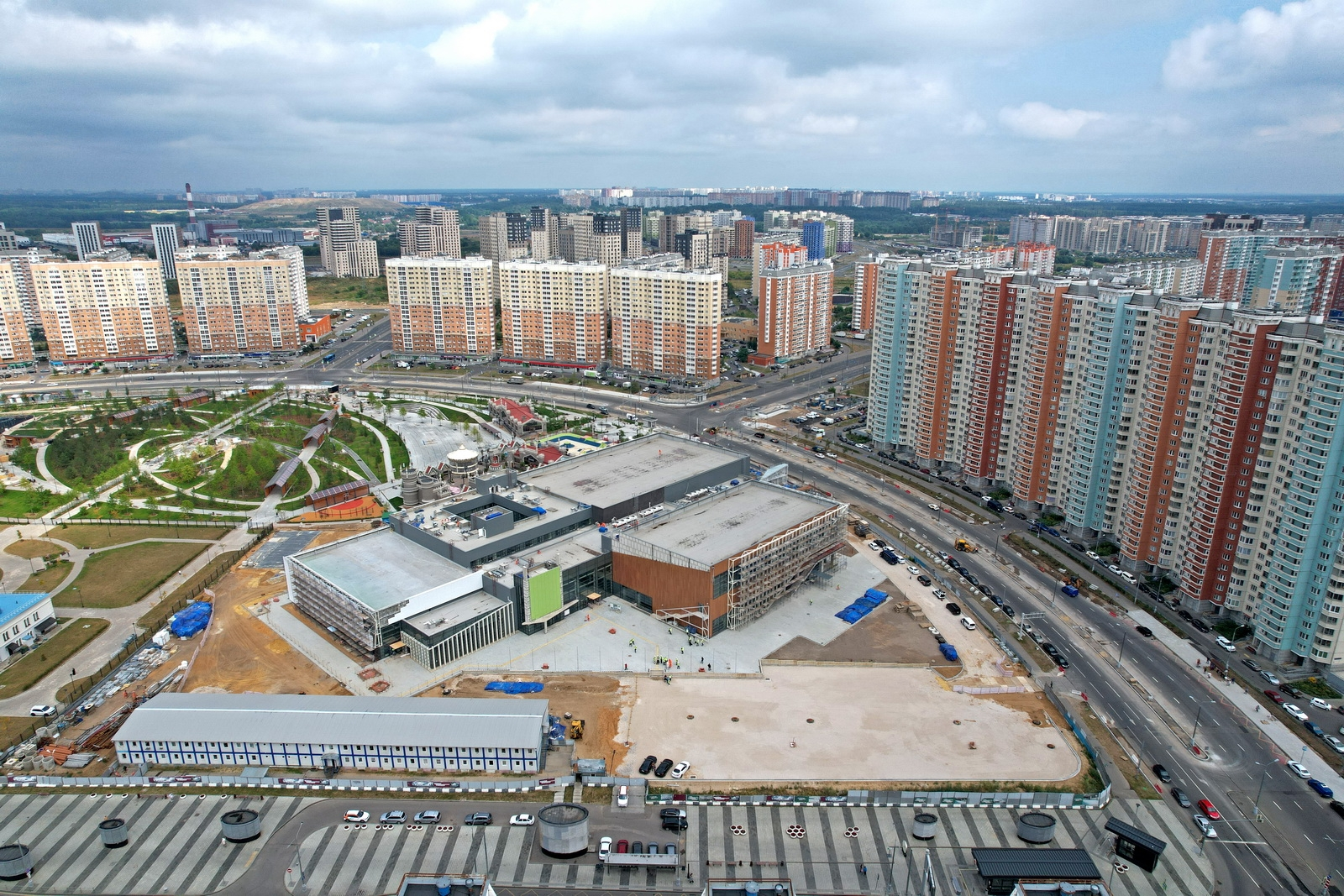
Construction du palais des sports de Nekrassovka en août 2022.

Treize jardins d'enfants sont en activité dans le district (dont certains sont privés), six écoles (№ 1366, 1595 (gymnasium), 2051, 2053, 2089, 2048), une maison de la culture «Zaretchié», un centre d e développement de création pour l'enfance et la jeunesse, une bibliothèque, le complexe sportif №4 (piscine, salle de sport, stade), un complexe de culture physique et de loisir, le centre de culture physique et de sport du district sud-est de Moscou, deux polycliniques, dans l'une d'entre elles, en plus de fournir des services médicaux, l'on peut également obtenir une police d'assurance médicale obligatoire, un hôpital, des pharmacies, des coiffeurs, un atelier de couture, un centre de services sociaux à la population, une succursale de la Sberbank, un bureau de poste, des juges de paix.

### Culte
Une petite église orthodoxe dédiée à saint Serge de Radonège a ouvert en 2001, comme succursale de l'église de l'Assomption de Kossino; des cours de catéchisme pour enfants et adultes y sont organisés.
Une nouvelle église est construite dans le style néobyzantin en 2010 sous le vocable de Notre-Dame-de-l'Éducation. Elle peut accueillir 800 fidèles et se trouve rue 1re Volskaïa, n° 1.

## Transport
Le district de Nekrassovka est relié au métro de Moscou par la station de métro Nekrassovka. Deux plateformes pour le train de banlieue relient le district au centre-ville de Moscou: Lioubertsy 1 et Lioubertsy 2. Treize lignes d'autobus desservent le district, dont deux - la n° 722 et la n° 841 - vont jusqu'à la station de métro Vykhino, et l'une vers la gare Lioubertsy 1 et une autre vers la gare Lioubertsy 2. Il existe aussi des trajets de minibus collectifs.